# Gekido Advance: Kintaro's Revenge
Gekido Advance: Kintaro's Revenge è un videogioco picchiaduro a scorrimento sviluppato dallo studio italiano NAPS team e pubblicato da DSI Games in Nord America e Zoo Digital Publishing in Europa per la console portatile Game Boy Advance nel 2002, seguito di Gekido.
Nel marzo 2018 è stato reso disponibile per la distribuzione digitale sul servizio online Nintendo eShop per Nintendo Switch con il titolo semplificato Gekido: Kintaro's Revenge, il quale presenta nuove caratteristiche ovvero l'aggiunta di una modalità di gioco, tra cui quella multigiocatore in locale (dove si potrà controllare un nuovo personaggio chiamato Shingo), sfide inedite, animazioni ridisegnate in stile anime e filtri per la qualità video. Tale riedizione è uscita anche in Giappone il 7 giugno con il titolo semplificato GEKIDO distribuito da Rainy Frog.
Il 10 maggio dello stesso anno viene annunciato sempre dagli sviluppatori tramite la pubblicazione di un trailer sul canale ufficiale di YouTube che il titolo sarebbe uscito anche su PlayStation Network per PlayStation 4 il 31 maggio e successivamente su Xbox Live per Xbox One il 12 luglio. Il 4 marzo 2019 è uscito tramite la piattaforma Steam.

## Trama
(Tagline del gioco)
Il gioco è ambientato un anno dopo gli avvenimenti del primo gioco dove Angela morì dopo essere stata impossessata dal demone Akujin e gli eroi non riuscirono a fare nulla per salvarla. Questa volta la storia si focalizza sul personaggio di Tetsuo, uno degli amici di Travis (protagonista del precedente capitolo), il quale fa ritorno alla casa del suo sensei Ushi per poi essere inviato in un villaggio di contadini dove sembra che i morti siano tornati in vita dalle rispettive tombe. Dopo alcune indagini, il giovane scopre che la zona è stata già vittima di strani avvenimenti fin da quando l'antico tempio fu invaso dai demoni. Quando fa ritorno al villaggio per parlare con il vecchio guardiano del suddetto tempio, scopre che l'intero luogo è stato attaccato, chiede spiegazioni ad un abitante oramai morente e questi gli risponde che sono stati colpiti dai "...corvi...". Un altro particolare strano è la sparizione di tutti i bambini, così Tetsuo parte alla ricerca del misterioso gruppo di malviventi a cui si cela dietro ancora una volta Kintaro.

## Personaggi
- Tetsuo: Giovane praticante di arti marziali, figlio adottivo e discepolo di Ushi. Dopo la battaglia per salvare Angela viene incaricato dal suo maestro di fare luce sui misteri legati ad un villaggio agricolo dove le persone hanno cominciato a fuggire per via dell'apparizioni dei non morti.

- Shingo: Abile combattente specializzato anche lui nelle arti marziali, compare solamente nella riedizione del 2018, dove si rivela essere un amico di Tetsuo che l'ho aiuterà nella sua missione salvando gli abitanti del luogo dai mostri.

- Ushi: Maestro di Tetsuo, incarica quest'ultimo e l'amico Shingo di fare luce sulle stranezze che accadono in un villaggio.

- Kintaro: Dopo aver fatto un patto con il demone Akujin nel precedente capitolo ha ottenuto dei poteri sovrannaturali ma nonostante ciò fu sconfitto da Travis e dai suoi amici. In questo gioco è il responsabile della sparizione delle persone e dell'improvvisa comparsa degli zombie che infestano il luogo.

## Modalità di gioco
Il titolo permette di impersonare i panni di Tetsuo, giovane esperto di arti marziali, il quale deve farsi strada sconfiggendo numerosi nemici facendo uso di un notevole numero di combo. Come per il precedente capitolo è presente una mossa speciale, chiamata "Wipeout-move", utilizzabile nei casi di estremo pericolo, la quale permette di colpire tutti i nemici vicini dando la possibilità al personaggio di evitare di essere ferito ulteriormente. Oltre a sconfiggere demoni e mostri di vario genere, si deve anche fare conto con una piccola parte esplorativa, dove in ogni livello bisogna trovare una o più chiavi per avanzare oltre ed evitare le trappole come tronchi chiodati, fosse nel terreno ed enormi macigni che cadranno dall'alto.
Nella riedizione del 2018 il giocatore può controllare anche un nuovo personaggio di nome Shingo, anche esso praticante di arti marziali, che presenta un set di mosse simile a quelle dell'amico Tetsuo.
- Storia: La modalità in cui i giocatori si ritroveranno ad affrontare un'avventura a scorrimento laterale in 2D. Lo stile di gioco deriva dai titoli classici come Streets of Rage e Double Dragon, dove bisognerà affrontare orde di nemici e boss attraverso cinque capitoli, nei quali si dovrà far fronte anche a una parte esplorativa con alcuni piccoli enigmi da risolvere, come ad esempio trovare le chiavi per aprire determinate porte bloccate[18].

- Password: Funge da sistema di salvataggio tramite appunto delle password di cinque lettere l'una, le quali una volta inserite porteranno in un livello o attiveranno dei potenziamenti[19][20]. Tale funzione è assente nella riedizione del 2018 in quanto i progressi possono essere salvati normalmente tramite un nuovo sistema apposito[18].

- Sopravvivenza: Bisognerà sconfiggere il maggior numero di nemici possibile fino a quando non si perderanno tutte le vite[18]. È presente esclusivamente nella riedizione del 2018[18].

- Ricerca: I protagonisti dovranno raccogliere alcuni artefatti disseminati all'interno di edifici molto ampi che presenteranno mappe, nemici e trappole diverse ogni volta che verrà iniziata una nuova partita[18]. È presente esclusivamente nella riedizione del 2018[18].

## Sviluppo
Nel gennaio 2002 venne annunciato che NAPS team stava sviluppando un sequel di Gekido per Game Boy Advance intitolato Gekido Advance: Kintaro's Revenge, il quale sarebbe stato ambientato un anno dopo gli eventi del primo capitolo presentando come protagonista Tetsuo e vedendo il ritorno dell'antagonista Kintaro.
Il 13 febbraio 2017 sulla pagina Facebook ufficiale gli sviluppatori hanno reso disponibile un link per il download di una ROM incompleta risalente al 2000 di un gioco molto simile per Game Boy Color, il quale fu un esperimento per testare le capacità hardware della console prima di entrare nello sviluppo del gioco finale.
Nel marzo 2018 fu ripubblicata una riedizione aggiornata del titolo per il servizio online Nintendo eShop di Nintendo Switch, in seguito a fine maggio dello stesso anno anche su PlayStation Network per PlayStation 4 ed a luglio su Xbox Live per Xbox One. Tale edizione è uscita anche su Steam nel marzo 2019.
Nel maggio 2019 viene annunciato da NAPS team che Red Art Games avrebbe distribuito una versione fisica del gioco denominata Premium Edition per PlayStation 4 e Nintendo Switch in data da destinarsi, la quale contiene oltre al titolo, una confezione del gioco con lo stile di quelli usciti per Game Boy Advance, un artbook ed alcuni adesivi esclusivi. Tale edizione è stata resa disponibile il 25 settembre 2019.

## Accoglienza
| Testata                            | Versione | Giudizio |
| ---------------------------------- | -------- | -------- |
| GameRankings (media al 09-12-2019) | GBA      | 74.00%   |
| GameRankings (media al 09-12-2019) | Switch   | 61.67%   |
| Metacritic (media al 18-03-2020)   | GBA      | 70/100   |
| Metacritic (media al 18-03-2020)   | Switch   | 68/100   |
| GamesMaster                        | GBA      | 85%      |
| GameSpot                           | GBA      | 6.9/10   |
| Nintendo Power                     | GBA      | 4/5      |
| Nintendo Life                      | Switch   | 6/10     |
| Nintendo World Report              | Switch   | 6.5/10   |
| IlVideogioco.com                   | Switch   | 8+/10    |
| IlVideogioco.com                   | PS4      | 8+/10    |
| SpazioGames.it                     | Switch   | 7.5/10   |
| The Games Machine                  | Switch   | 8.1/10   |
| Switch Player                      | Switch   | 2/5      |

Gekido Advance: Kintaro's Revenge ha ricevuto recensioni nella media da parte della critica, ottenendo un 74.00% e un 70 su 100 da parte dei siti di media statistica GameRankings e Metacritic, vendendo 30 000 copie in tutto il mondo.
Ryan Davis di GameSpot gli diede un 6.9, definendolo come un prodotto meno commerciale ma piuttosto come un tributo rivolto ai fan dei picchiaduro a scorrimento in 2D, affermando che ha un certo fascino visivo e lo stile di combattimento soddisfacente ma come pecche la trama, il sonoro e la scarsa longevità, in quanto il titolo offre solamente cinque livelli, concludendo che il gioco farà felice maggiormente gli amanti dei classici vecchia scuola e molto meno gli altri.
Emanuele Piccioni di SpazioGames.it trovò l'avventura del protagonista Tetsuo appassionante fin dai primi minuti, soprattutto per la trama ed i personaggi che sveleranno man mano i segreti ed i vari retroscena legati all'intera vicenda, vedendo come punto a sfavore la scarsa rigiocabilità. Il recensore trovò come pregi lo stile di gioco definito superbo, le ottime musiche (anche se poche) e la storia appassionante contro una leggera ripetitività e la quasi nulla rigiocabilità.
La riedizione per Nintendo Switch ha avuto recensioni leggermente migliori, Gonçalo Lopes di Nintendo Life lo ha trovato migliorato rispetto alla versione per Game Boy Advance grazie ai vari extra aggiunti consigliandolo però soltanto ai nostalgici del gioco originale, Neal Ronaghan di Nintendo World Report lo trovò divertente se giocato in coppia con un amico, sempre a favore l'aggiunta di una nuova modalità e la rinfrescata data agli sprite grafici trovandolo però difficile e con uno stile oramai datato.
Antonio Michele Patti de IlVideogioco.com gli diede un 8+ apprezzando particolarmente la grafica e le animazioni, lo stile di gioco da cui è difficile distaccarsi una volta iniziato, l'ottimo rapporto di qualità e prezzo, la modalità cooperativa in locale assieme ad altre ma facendo notare che l'avventura duri molto poco, aggravato dal fatto dell'inesistenza di un eventuale sequel.
Marcello Paolillo di SpazioGames.it lo valutò con un 7.5, favorendo il fatto che NAPS team non abbia convertito o emulato il gioco optando invece per revisionarlo totalmente, soprattutto sul versante tecnico lasciando intatta l'immediatezza tipica dei picchiaduro a scorrimento, Danilo Dellafrana di The Games Machine lo valutò con un 8.1, trovando alcuni problemi tecnici rimasti dopo sedici anni ma in compenso mise in luce i numerosi vantaggi quali: l'ottimo prezzo, la possibilità di giocare in due, le modalità assenti in passato e lo stile che ha conservato il suo fascino, consigliandolo agli appassionati di Streets of Rage e Final Fight.
Edoardo Ullo de IlVideogioco.com ha assegnato un 8+ all'edizione per PlayStation 4 trovando come difetti il fatto che in alcuni tratti si notano maggiormente i segni del tempo e della breve modalità Storia, tuttavia definendo come pregi il vecchio stile molto efficace, la grafica interessante, le animazioni e le scene notevoli, una buona trama e le modalità aggiuntive che ne aumentano un po' la longevità.
Oliver Roderick di Switch Player diede alla versione per Switch un 2 su 5, reputandolo un beat 'em up molto semplice con un gameplay ingiusto, degli effetti visivi insoddisfacenti e delle migliorie sciatte.